# Хайбулаев, Тагир Камалудинович
Таги́р Камалуди́нович Хайбула́ев (авар. Тӏагьир Хӏайбулаев) (род. 24 июля 1984 года в Кизилюрте, Дагестанская АССР, СССР) — российский дзюдоист, олимпийский чемпион 2012 года, чемпион мира 2011 года и чемпион Европы 2009 года, заслуженный мастер спорта России. Победитель Кубка Мира и Гран-при в Абу-Даби в 2009 году.

## Биография
Родился 24 июля 1984 года в городе Кизилюрте. Родовое село — Тлондода. Аварец по национальности
Троюродные братья: Арсен  и Шамиль борцы вольного стиля.
Вместе с семьёй переехал в Самару в 1995 году.
Выпускник Самарского государственного экономического университета.
Участник эстафеты олимпийского огня. 25 декабря 2013 года совместно с бывшим губернатором Самарской области Н. Меркушкиным зажёг самарскую городскую чашу с олимпийским огнём на площади им. В. В. Куйбышева.
Майор полиции, участковый уполномоченный полиции отдела УУПиПДН ОП № 5 «Московский» УМВД России по городу Казани.
Женат с 6 сентября 2014 года.

## Спортивная карьера
Дзюдо занимается с 11 лет. Первый тренер — Вячеслав Архипов. Сейчас тренируется у Николая Петрова. На соревнованиях представляет Самару и Санкт-Петербург.
На чемпионате мира 2011 в Париже в финальной схватке Тагир досрочно победил иппоном казахстанского дзюдоиста, чемпиона мира-2009 Максима Ракова.
На Олимпиаде 2012 года в Лондоне в борьбе за золото победил иппоном монгольского дзюдоиста, олимпийского чемпиона 2008 года Найдана Тувшинбаяра.
На Олимпиаде 2016 проиграл в первом же поединке спортсмену из Азербайджана — Эльмару Гасымову
В январе 2017 года взял временную паузу в карьере, но 17 декабря того же года объявил о её завершении.

### Спортивные достижения
| Соревнования                         | Золото | Серебро | Бронза |
| ------------------------------------ | ------ | ------- | ------ |
| Олимпийские игры                     | 1      | 0       | 0      |
| Чемпионаты мира                      | 1      | 0       | 0      |
| Чемпионаты Европы                    | 1      | 0       | 0      |
| Кубки мира / Гран-При / Большой шлем | 3      | 3       | 4      |
| Первенство Европы (U23)              | 0      | 0       | 1      |
| Чемпионат России                     | 0      | 0       | 2      |
| Первенства России (U23)              | 2      | 0       | 0      |

## Награды
- Орден Дружбы (13 августа 2012 года) — за большой вклад в развитие физической культуры и спорта, высокие спортивные достижения на Играх XXX Олимпиады 2012 года в городе Лондоне (Великобритания)[8].
- Медаль ордена «За заслуги перед Отечеством» II степени[9]
- Почётная грамота Президента Российской Федерации (6 сентября 2024) — за заслуги в развитии и популяризации дзюдо в Российской Федерации, активную общественную деятельность[10]